# Pachyseris inattesa
Espèce
Statut de conservation UICN

 NT  : Quasi menacé
Statut CITES
Pachyseris inattesa est une espèce de coraux de la famille des Agariciidae.

## Répartition
Selon les auteurs, cette espèce pourrait être restreinte à la mer Rouge. L'holotype de Pachyseris inattesa a été découvert à Al Lith (en), une ville côtière de la province de la Mecque en Arabie saoudite.

## Étymologie
Son nom spécifique, de l'italien inattesa, « imprévu », lui a été donné en référence à l'étonnement des auteurs lorsqu’ils ont examiné pour la première fois le squelette de cette nouvelle espèce au microscope.

## Publication originale
- Benzoni & Terraneo in Terraneo, Berumen, Arrigoni, Waheed, Bouwmeester, Caragnano, Stefani & Benzoni, 2014 : Pachyseris inattesa sp. n. (Cnidaria, Anthozoa, Scleractinia): a new reef coral species from the Red Sea and its phylogenetic relationships. ZooKeys, vol. 433, pp. 1-30 (texte intégral) (en).